# Kevin Barry
Pour les articles homonymes, voir Kevin Barry (homonymie) et Barry.
Kevin Barry est un boxeur néo-zélandais né le 10 octobre 1959 à Christchurch.

## Carrière
Il participe aux Jeux olympiques d'été de 1984 à Los Angeles et remporte la médaille d'argent en combattant dans la catégorie des poids mi-lourds.

### Parcours auxJeux olympiques
Jeux olympiques d'été de 1984 à Los Angeles (poids mi-lourds) :
- Bat Don Smith (Trinidad-et-Tobago) 5-0
- Bat Jonathan Kiriisa (Ouganda) 3-2
- Bat Jean-Paul Nanga (Cameroun) 4-1
- Bat Evander Holyfield (États-Unis) par disqualification au 2d round
- Perd contre Anton Josipović (Yougoslavie) par forfait